# باربارا (کومونه)
باربارا (به ایتالیایی: Barbara) یک کومونه در ایتالیا است که در استان آنکونا واقع شده‌است. باربارا ۱۰٫۸ کیلومتر مربع مساحت و ۱٬۴۸۴ نفر جمعیت دارد و ۲۱۹ متر بالاتر از سطح دریا واقع شده‌است.